# Harry Brauner

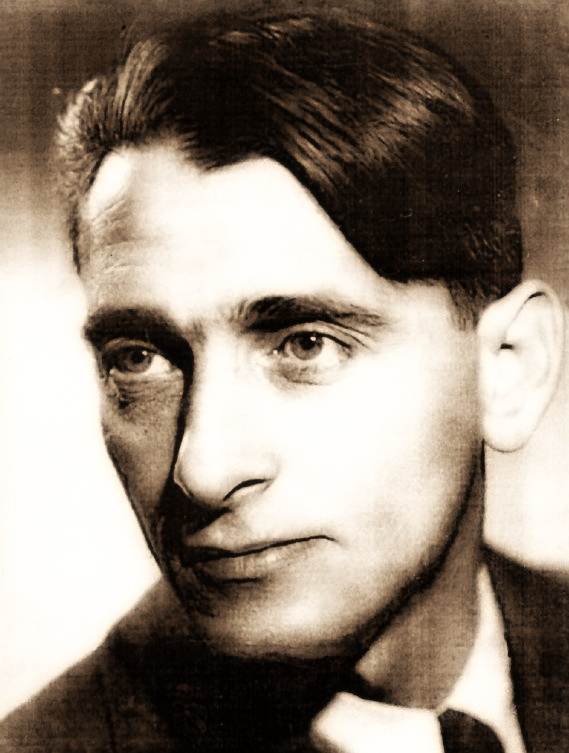
Harry Brauner, 1930er Jahre

Harry Brauner (* 24. Februar 1908 in Piatra Neamț; † 11. März 1988 in Bukarest) war ein rumänischer Musikethnologe, Journalist und Hochschullehrer jüdischer Herkunft. Brauner wurde bekannt als Entdecker und Förderer der Sängerin Maria Tănase und des Panflötisten Gheorghe Zamfir.

## Leben und akademische Karriere
Harry Brauners Vater arbeitete als Angestellter in einem Sägewerk. 1913 zog die Familie nach Wien und kehrte nach zwei Jahren nach Rumänien zurück, wo sie sich vorübergehend in Brăila niederließ. Während dieser Zeit lernten Harry, seine Brüder, der spätere surrealistische Maler Victor Brauner und der Fotograf Théodore Brauner, und seine Schwester Deutsch. Zwischen 1917 und 1918 ließ sich die Familie in Bukarest nieder. Nach seinem Schulabschluss studierte Brauner von 1925 bis 1929 am Konservatorium in Bukarest bei Dumitru Georgescu-Kiriac, Alfonso Castaldi, Ștefan Popescu und Constantin Brăiloiu.
1928 ernannte Constantin Brăiloiu ihn zum Sekretär des neu gegründeten "Folklore-Archivs" der Rumänischen Komponistengesellschaft. Parallel zu seinen Musikstudien besuchte er von 1928 bis 1929 an der Universität Bukarest die Soziologiekurse von Dimitrie Gusti und die Ästhetikkurse von Tudor Vianu. 1929 nahm Dimitrie Gusti, der Brauners wissenschaftliche Leidenschaft für die musikalische Folklore erkannte, ihn in sein monografisches soziologisches Forschungsteam im Dorf Drăguș (ehemals Kreis Făgăraș) auf. Innerhalb dieses Teams waren Harry Brauner und Brăiloiu für die Musik zuständig. In zehn Jahren gelang es ihm, mit einem Phonographen etwa 5000 Melodien auf Wachswalzen aufzunehmen. Um seinen Lebensunterhalt zu bestreiten, arbeitete er von 1929 bis 1932 als Musiklehrer am „Sfântul Haralambie“-Gymnasium in Turnu Măgurele. In den 1930er Jahren war er einer der Entdecker der von Maria Tănase und wurde später ihr offizieller Biograf.
Zwischen 1932 und 1935 war er Musiklehrer an den Gymnasien in Bukarest und Aushilfslehrer für Musikgeschichte und musikalische Ästhetik am Konservatorium in Bukarest und an der Akademie für Kirchenmusik. 1933 reiste er mit einem Stipendium nach Paris, wo er am Musée d’Ethnographie du Trocadéro arbeitete und sich unter der Leitung von André Schaeffner zu musikalischer Folklore forschte.
Zwischen 1936 und 1938 führte er zahlreiche Feldstudien im ganzen Land durch und kümmerte sich um die Herausgabe rumänischer Volksmusik auf Schallplatten bei den Labels Lifa und Columbia Records. Ab 1939 war er Ehrenmitglied von The English Folk Dance and Song in London. In den Jahren 1940 bis 1944, während des Zweiten Weltkriegs, fand er aufgrund seiner jüdischen Herkunft schwer eine Stelle als Musiklehrer. Seine Kollegen zu dieser Zeit waren Alexandru Graur und Jacques Byck. Von 1944 bis 1949 war Brauner Folkloreberater bei der rumänischen Rundfunkgesellschaft und kümmerte sich um die Erhaltung des Folklore-Archivs, dessen Direktor er später wurde. Von 1948 bis 1950 war er Professor für musikalische Folklore am Konservatorium in Bukarest und wurde dort Leiter der Abteilung.

## Institut für Ethnographie und Folklore „Constantin Brăiloiu“
1949 gründete er das Institut für Ethnographie und Folklore und benannte es nach seinem Mentor Constantin Brăiloiu. Durch Interventionen bei Lucrețiu Pătrășcanu erhielt er ein eigenes Gebäude, zur Unterbringung des Instituts. Zur gleichen Zeit gründete er zusammen mit dem Panflötenspieler Fănică Luca und dem Geiger Ion Luca-Bănățeanu das Orchester Barbu Lăutaru.

## Verhaftung und Verbannung
Im Jahr 1950 wurde er aufgrund seiner Freundschaft zu Lucrețiu Pătrășcanu und der Künstlerin Lena Constante willkürlich verhaftet und  in den Pătrășcanu-Prozess verwickelt. Schließlich wurde er zu 15 Jahren Gefängnis verurteilt (von denen er 12 verbüßte). Lena Constante, ebenfalls unschuldig, wurde ebenfalls verhaftet. Am 25. Januar 1962 wurde er aus dem Gefängnis entlassen und erhielt Zwangsadresse in Viișoara bei Slobozia, wo er mit anderen Verbannten lebte und die Besuche von Lena Constante empfangen konnte, die ebenfalls 1962 aus dem Gefängnis entlassen worden war. Im Oktober 1964 heiratete er Lena Constante. Im selben Jahr wurde seine Zwangsadresse aufgehoben und er kehrte nach Bukarest zurück. Nach einem Jahr ließen sich Constante und Braunerscheiden, das Brauner nach Israel ausreisen wollte. Nachdem er auf die Abreise verzichtet hatte, heirateten die beiden wieder.

## Rehabilitation
Von 1965 bis 1968 war er Hauptdokumentar am Institut für Kunstgeschichte der Rumänischen Akademie. Nach der Wiederaufnahme des Pătrășcanu-Prozesses im Jahr 1968 wurde er rehabilitiert und erhielt eine miserable Rente. 1971 leitete er das erste musikethnologische Institut, das am Konservatorium Ciprian Porumbescu in Bukarest gegründet wurde. Er schrieb für verschiedene Zeitschriften, u. a. Contimporanul, România liberă und Sociologie românească.

## Veröffentlichungen (Auswahl)
- Să auzi iarba cum crește (Höre das Gras wachsen), Bukarest, Editura Eminescu, 1979.
- Muzica populară și învățământul superior (Volksmusik und Hochschulbildung), in: Căminul cultural, Jahrgang XIII, Nr. 3, 1947, S. 479–485.
- Despre noțiunile de timp și loc în cântecul popular românesc (Über die Begriffe Zeit und Ort im rumänischen Volkslied), in: Studii, Jahrgang I, Nr. 1, 1948, S. 186–205.
- Povestea unui disc (Die Geschichte einer Schallplatte), in „Almanah Magazin“, 1970.